# IC 1859
IC 1859 — галактика типу Sbc (компактна витягнута спіральна галактика) у сузір'ї Піч.
Цей об'єкт міститься в оригінальній редакції індексного каталогу.